# Eisleben
Eisleben (Lutherstadt Eisleben) és una vila del districte de Mansfeld-Südharz, la segona segons la població, situada al sud de la regió de les muntanyes de Harz, al land de Saxònia-Anhalt. És coneguda per ser la vila natal de Martí Luter, de fet, el nom oficial de la vila és Lutherstadt Eisleben, Ciutat luterana d'Eisleben.
Eisleben és mencionada per primer cop el 994 com un mercat denominat Islebia i el 1180 com a vila. Va pertanyèr al comtat de Mansfeld fins que va passar a Saxònia el 1780. El 1815 va ser assignada a Prússia. La vila es divideix en dues parts, Altstadt i Neustadt (vila vella i vila nova), la segona va ser creada al segle xiv pels miners.

## Fills il·lustres
- Daniel Friderici (1584-1738) compositor i musicògraf
- Martí Luter (1483-1546) teòleg
- Pantaleon Hebenstreit (1669-1750) músic i mestre de capella.
- Gustav Siebeck
- Moritz Ernemann (1800-1866), pianista i compositor.
- Johann Lyttich (1581 - 1611), compositor.